# Ідзіковиці (Опольське воєводство)
Ідзіковиці (пол. Idzikowice, нім. Eisdorf) — село в Польщі, у гміні Вількув Намисловського повіту Опольського воєводства.
Населення — 783 особи (2011).

## Демографія
Демографічна структура станом на 31 березня 2011 року:
|          | Загалом | Допрацездатний вік | Працездатний вік | Постпрацездатний вік |
| -------- | ------- | ------------------ | ---------------- | -------------------- |
| Чоловіки | 385     | 80                 | 269              | 36                   |
| Жінки    | 398     | 81                 | 245              | 72                   |
| Разом    | 783     | 161                | 514              | 108                  |